# Motta Palousa
Motta Palousa är en bergstopp i Schweiz.   Den ligger i regionen Albula och kantonen Graubünden, i den östra delen av landet, 170 km öster om huvudstaden Bern. Toppen på Motta Palousa är 2 144 meter över havet.
Terrängen runt Motta Palousa är mycket bergig. Närmaste större samhälle är Thusis, 14,1 km väster om Motta Palousa. 
I omgivningarna runt Motta Palousa växer i huvudsak blandskog. Runt Motta Palousa är det mycket glesbefolkat, med 5 invånare per kvadratkilometer.